# Međuopćinska nogometna liga Zadar – Šibenik 1975./76.
"Međuopćinska nogometna liga Zadar – Šibenik" je predstavljala ligu petog stupnja nogometnog prvenstva Jugoslavije u seoni 1975./76. 
 
Sudjelovalo je 11 klubova, a prvak je bio "Omladinac" iz Zadra. 
 
Po završetku sezone, liga je rasformirana. 

## Ljestvica
| mj. | klub              | ut. | pob. | ner. | por. | gol+ | gol- | bod |
| --- | ----------------- | --- | ---- | ---- | ---- | ---- | ---- | --- |
| 1.  | Omladinac Zadar   | 20  | 15   | 4    | 1    | 45   | 13   | 34  |
| 2.  | Bagat Zadar       | 20  | 12   | 4    | 4    | 38   | 24   | 28  |
| 3.  | Rudar Siverić     | 20  | 10   | 4    | 6    | 35   | 27   | 24  |
| 4.  | DOŠK Drniš        | 20  | 9    | 5    | 6    | 39   | 24   | 23  |
| 5.  | Škabrnje          | 20  | 8    | 5    | 7    | 32   | 30   | 21  |
| 6.  | Polet Zablaće     | 19  | 7    | 4    | 8    | 30   | 31   | 18  |
| 7.  | Bukovica Kistanje | 20  | 6    | 5    | 9    | 37   | 46   | 17  |
| 8.  | Sloboda Posedarje | 19  | 6    | 4    | 9    | 34   | 17   | 16  |
| 9.  | Razvitak Unešić   | 20  | 5    | 5    | 10   | 23   | 32   | 15  |
| 10. | Goran Bibinje     | 20  | 6    | 2    | 12   | 23   | 38   | 14  |
| 11. | SOŠK Skradin      | 20  | 3    | 2    | 15   | 23   | 57   | 8   |

- Škabrnje – tadašnji naziv za Škabrnju
- Zablaće – danas dio naselja Šibenik
- ljestvica bez rezultata jedne utakmice

## Rezultatska križaljka
| kratica | klub              | BAG | BUK | DOŠK | GOR | OML | POL | RAZ | RUD | SLO | SOŠK | ŠKA |
| --- | ----------------- | --- | --- | ---- | --- | --- | --- | --- | --- | --- | ---- | --- |
| BAG | Bagat Zadar       |     |     |      |     |     |     |     |     |     |      |     |
| BUK | Bukovica Kistanje |     |     |      |     |     |     |     |     |     |      |     |
| DOŠK | DOŠK Drniš        |     |     |      |     |     |     |     |     |     |      |     |
| GOR | Goran Bibinje     |     |     |      |     |     |     |     |     |     |      |     |
| OML | Omladinac Zadar   |     |     |      |     |     |     |     |     |     |      |     |
| POL | Polet Zablaće     |     |     |      |     |     |     |     |     |     |      |     |
| RAZ | Razvitak Unešić   |     |     |      |     |     |     |     |     |     |      |     |
| RUD | Rudar Siverić     |     |     |      |     |     |     |     |     |     |      |     |
| SLO | Sloboda Posedarje |     |     |      |     |     |     |     |     |     |      |     |
| SOŠK | SOŠK Skradin      |     |     |      |     |     |     |     |     |     |      |     |
| ŠKA | Škabrnje          |     |     |      |     |     |     |     |     |     |      |     |
| |                   |     |     |      |     |     |     |     |     |     |      |     |
| podebljan rezultat - utakmice od 1. do 11. kola (1. utakmica između klubova) rezultat normalne debljine - utakmice od 12. do 22. kola (2. utakmica između klubova) rezultat nakošen - nije vidljiv redoslijed odigravanja međusobnih utakmica iz dostupnih izvora rezultat nakošen i smanjen * - iz dostupnih izvora nije uočljiv domaćin susreta prekrižen rezultat - poništena ili brisana utakmica p - utakmica prekinuta 3:0 p.f. / 0:3 p.f. - rezultat 3:0 bez borbe |                   |     |     |      |     |     |     |     |     |     |      |     |

 Izvori: 